# Bernard Voorhoof
Bernardus Voorhoof, né le 10 mai 1910 à Lierre et mort le 18 février 1974 à Lierre, est un footballeur international belge qui jouait au poste d'attaquant dans les années 1930 au Lierse SK.

## Biographie
Bernard Ludovicus Voorhoof attaquant du Lierse SK était un buteur prolifique : il a marqué 350 buts en 529 rencontres pour les Pallieters.
Sélectionné pour la première fois en équipe de Belgique en avril 1928 pour un match contre la France, Voorhoof a obtenu 61 sélections et inscrit 30 buts.
Ces chiffres sont assez impressionnants car à l'époque, les rencontres internationales étaient beaucoup moins courantes qu'à l'heure actuelle.
Voorhoof est l'un des cinq seuls joueurs à avoir participé aux trois premières coupes du monde, en 1930, 1934 et 1938, les quatre autres étant les Français Edmond Delfour, Étienne Mattler et Émile Veinante, ainsi que le Roumain Nicolae Kovacs.

## Palmarès
- International A de 1928 à 1940 (61 sélections et 30 buts marqués)
- Champion de Belgique en 1932, 1940, 1941 et 1942 avec le Lierse SK
- Vice-Champion de Belgique en 1935 et 1939 avec le Lierse SK

## Record
- Bernard Voorhoof détient le record du nombre de buts marqués lors d'un match de division 1: 8 lors de la rencontre Lierse SK-Eendracht Alost en 1939-1940. À cette occasion, il a réalisé un quintuplé. Pour l'anecdote, le score du match : 17-1.

- Il est également le 3e meilleur buteur de tous les temps du Championnat de Belgique, avec 281 buts marqués en 473 matches[4].

- On peut aussi noter que Bernard Voorhoof est le premier joueur belge à avoir marqué un but en Coupe du monde (celle de 1934) grâce à son doublé inscrit lors de la défaite (5-2) de la Belgique face à l'Allemagne.

- Bernard Voorhoof est longtemps détenteur du record du plus grand nombre de buts avec les Diables Rouges. Il inscrit son 30e but le 17 mars 1940, lors d'une victoire 7-1 contre les Pays-Bas en match amical. Ce record est égalé par Paul Van Himst le 17 juin 1972, quand la Belgique bat la Hongrie (2-1) lors de la « petite finale » de l'Euro 72. Le record est égalé une deuxième fois le 10 novembre 2017, par Romelu Lukaku qui signe un doublé contre le Mexique (3-3 en amical). L'attaquant de Manchester United s'empare du record, avec un 31e goal, trois jours plus tard en marquant le but de la victoire contre le Japon (match amical 1-0).
- Il est le meilleur buteur de sa sélection durant la  Coupe du Monde de football en 1934

## Distinction
- Médaille d'or du Mérite sportif en 1954.